# Hospital de Cervelló
L'Hospital de Cervelló és una antiga dependència per a acollir els pelegrins i vianants pobres que passessin per l'antic camí de Barcelona a Vilafranca del Penedès. L'Hospital, avui dia integrat al nucli principal d'Olesa de Bonesvalls (l'Alt Penedès), forma part d'un conjunt emmurallatdeclarat bé cultural d'interès nacional, juntament amb l'església, torre, construccions annexes i pati.

## Arquitectura
L'edifici principal, a una banda del pati, és de planta rectangular amb coberta de teula a dues vessants i a dos nivells. Les dues façanes que donen la pati, de paredat i carreus regulars, han estat modificades segons les necessitats de cada moment. A la façana oposada, on ara hi ha una masoveria, hi ha part del mur antic i, sobre el portal adovellat, un escut dels Cervelló i a sota una inscripció de 1590: Aquest Hospital fundat en altres temps per Guillem de Cervelló, el bisbe Juan Dimes Loris ara l'ha restaurat. És probable que fos en aquesta reforma quan es va situar damunt la porta de la tanca exterior una carassa d'època romana, potser procedent de Tarragona, modificada per enquibir-la. Les obertures, disposades irregularment, són balcons i finestres rectangulars. La porta principal és d'arc de mig punt amb dovelles regulars de pedra, i la que s'obre a la façana lateral és d'arc escarser. L'edifici, que es complementa amb una torre de planta quadrada, és un dels escassos exemples de l'hospital d'època medieval que es conserva.

## Història
Fundat l'any 1262 per Guillem de Cervelló, va dependre inicialment del monestir de Sant Pau del Camp, però l'any 1297 Guerau VII de Cervelló, sense descendència legítima, va vendre la baronia al rei Jaume el Just i l'Hospital va passar a la corona i a dependre del bisbat de Barcelona. En un document de 1312 s'assenyala que cada mes s'atenien unes 400 persones. Això va fer que, al voltant de l'hospital, es construïssin cases per allotjar la gent que hi treballava i es formés un nucli conegut com la Pobla de Cervelló (ara barri de l'Hospital). Dotat posteriorment amb la vila de Sant Joan d'Olesa i amb altres possessions, l'administració inicial pel prior de Sant Pau del Camp de Barcelona fou reemplaçada al segle xiv pel bisbe de Barcelona. L'edifici experimentà diverses modificacions durant els segles xvi i xvii. L'activitat de l'Hospital va començar a decaure cap a la fi del segle xviii, quan es va obrir la carretera de carretera de Barcelona a València i va minvar molt el flux de vianants, coses que portaren a l fet que l'hospital perdés la seva funció. Desamortitzat al segle xix per les polítiques liberals, va ser adquirit per l'industrial Manuel Girona i Agrafel, que el va retornar al bisbat. Actualment forma part d'una explotació agrícola.